# Svartevatten (Spekeröds socken, Bohuslän)
Svartevatten är en sjö i Stenungsunds kommun i Bohuslän och ingår i Göta älv-Bäveåns kustområde. Svartevatten ligger i Svartedalen Natura 2000-område. Sjöns area är 0,015 kvadratkilometer och den befinner sig 135 meter över havet.